# Philippe Ginestet (entrepreneur)
Pour les articles homonymes, voir Philippe Ginestet.
Philippe Ginestet, né le 15 avril 1954 à Sainte-Livrade-sur-Lot (Lot-et-Garonne), est un entrepreneur, homme d'affaires et milliardaire français. Il est notamment le fondateur du groupe Gifi. En 2017, il reprend les magasins Tati.

## Biographie

### Enfance
Il arrête l'école en 3e et débute sa vie active dès l'âge de 12 ans comme maquignon avec ses parents,. Dans les années 60, une cartomancienne annonce à sa mère Raymonde qu'il « réussira mieux que ses parents », à la grande surprise de cette dernière. Il devient ensuite nettoyeur de camions et d'étables en Normandie, puis démissionne et devient balayeur à Paris. Peu de temps après, il devient vendeur d’électroménager en porte-à-porte pour Electrolux puis soldeur sur les marchés.

### Ses sociétés
En septembre 1981, il souhaite se stabiliser car son fils démarre sa scolarité. Il ouvre un magasin « Gifi le vrai soldeur » à Villeneuve-sur-Lot, magasin de distribution de produits à petits prix pour la maison et la famille. L'affaire se développera avec la création d'une centrale d'achats en France en 1988, à Hong Kong en 2007 (GIFI Asia Ltd), d'entrepôts logistiques et de nombreux points de vente essentiellement en France, mais aussi en Belgique, en Espagne et au Maroc. En France, une partie de ces points de vente vient du rachat de magasins La Foir'Fouille. Le développement en Belgique se fera ultérieurement par l'entrée dans le groupe Trafic en 2016.
En 2000 il rachète les Laboratoires Maurice Mességué à Fleurance dans le Gers, laboratoire spécialisé dans les plantes, les compléments alimentaires et les cosmétiques naturels.
En juin 2017, le tribunal de commerce de Bobigny le choisit lui et son groupe Gifi pour la reprise du groupe Tati,.
La même année, son nom est évoqué dans le dossier d'optimisation fiscale des Malta Files ; il possède, en effet, une société domiciliée dans le paradis fiscal de Malte, qui détient plusieurs yachts ainsi que sa société de paris en ligne,.
Philippe Ginestet est aussi propriétaire du complexe hôtelier Le Stelsia à Saint-Sylvestre-sur-Lot et des Chalets Saint-Philippe à Megève.
Il obtient l'exploitation du casino de Mimizan en 2018 et de ceux de Granville et Megève en 2019, par l'intermédiaire de sa société Casigimi (renommée « Stelsia Casinos »).
En octobre 2023, le documentaire Des idées de génie ? sort au cinéma. Réalisé par Brice Gravelle, membre de la coopérative cinématographique Les mutins de Pangée, le film suit le patron durant une période de 3 ans et dévoile les méthodes de management atypiques de Philippe Ginestet. Le patron menacera de faire interdire la sortie du film avant de finalement se raviser.
Le 14 novembre 2024 la société Gifi connait des problèmes de trésorerie et son fondateur décide de proposer l'enseigne à la vente.
Le 28 novembre 2024, le Stelsia, restaurant et hôtel lui appartenant, est également mis en vente dans une agence immobilière de Villereal.
Le 17 janvier 2025, il est contraint de passer la main chez Gifi après que la société annonce un accord avec les banques créancières comprenant un effacement de 470 millions de dette, la création d'une fiducie commune, l'injection de 150 à 200 millions pour renflouer la société et la mise à l'écart de la famille Ginestet de la direction de l'entreprise,. L'entreprise est pilotée par interim par le cabinet de conseil Alixpartners et Philippe Brochard.

## Fortune
Il est la 27e fortune française et la 945e fortune mondiale dans le classement établi par Forbes en avril 2020. En 2024, sa fortune est estimée à 1,23 milliard d'euros, avant d'être évincé de la direction de Gifi. Il est néanmoins protégé de la chute de Gifi, ayant diversifié ses investissements, notamment dans l'immobilier ou dans des casinos.

## Vie familiale
Sa seconde femme est son assistante Brigitte avec qui il se marie à Las Vegas en compagnie de 80 salariés.
Il est le père d'Alexandre Ginestet, directeur général de Gifi.
Il vit dans une résidence atypique située sur les hauteurs de Pujols dans le Lot-et-Garonne.

## Distinctions
- « Prix du leadership » décerné par le Cercle du leadership, Le Figaro et Cadremploi en 2019[26].